# Joseph Hoffmann & Söhne

Joseph Hoffmann

Ludwigshafen, Kirche St. Ludwig (um 1870)

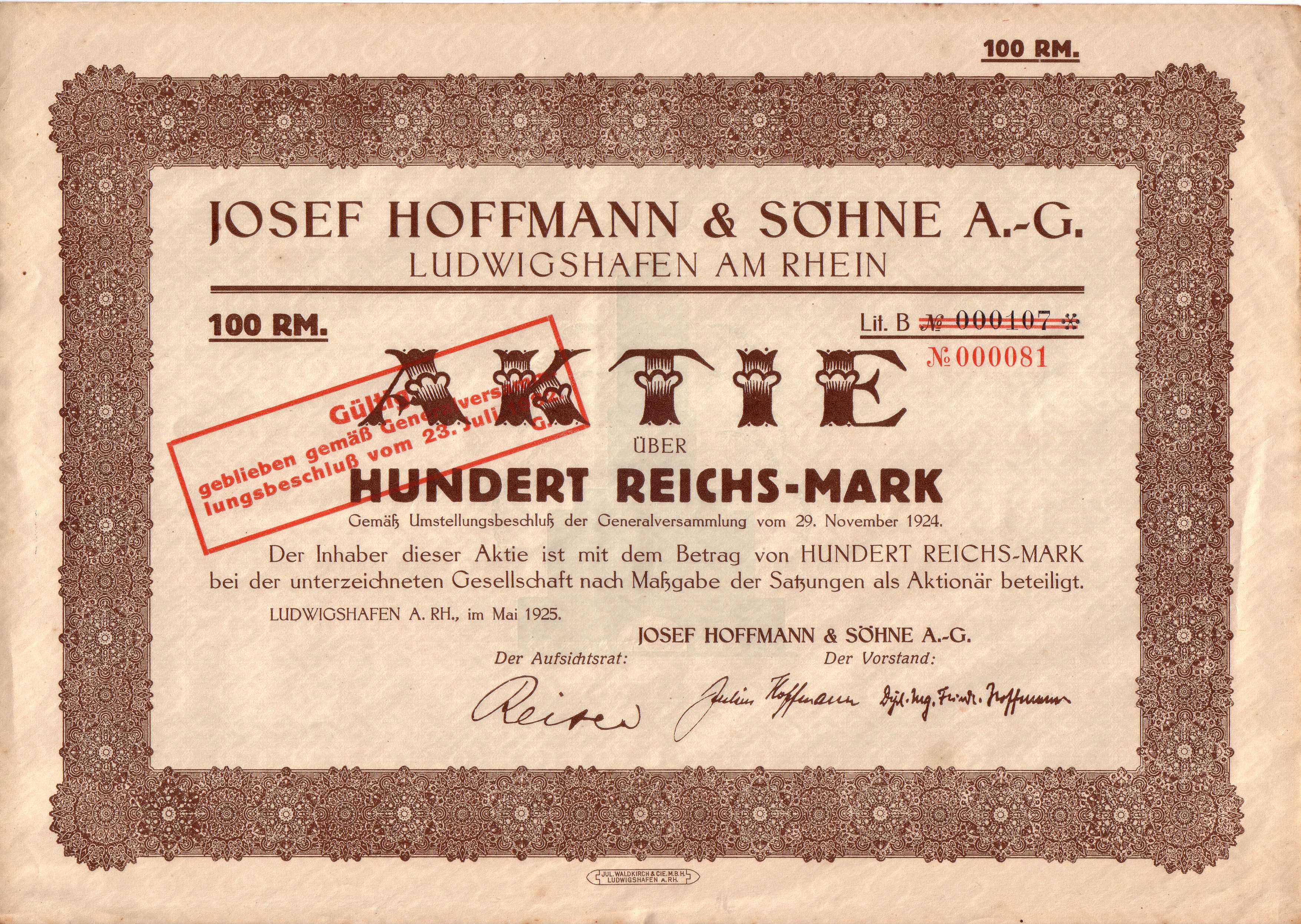
Aktie der Joseph Hoffmann & Söhne AG, 1925

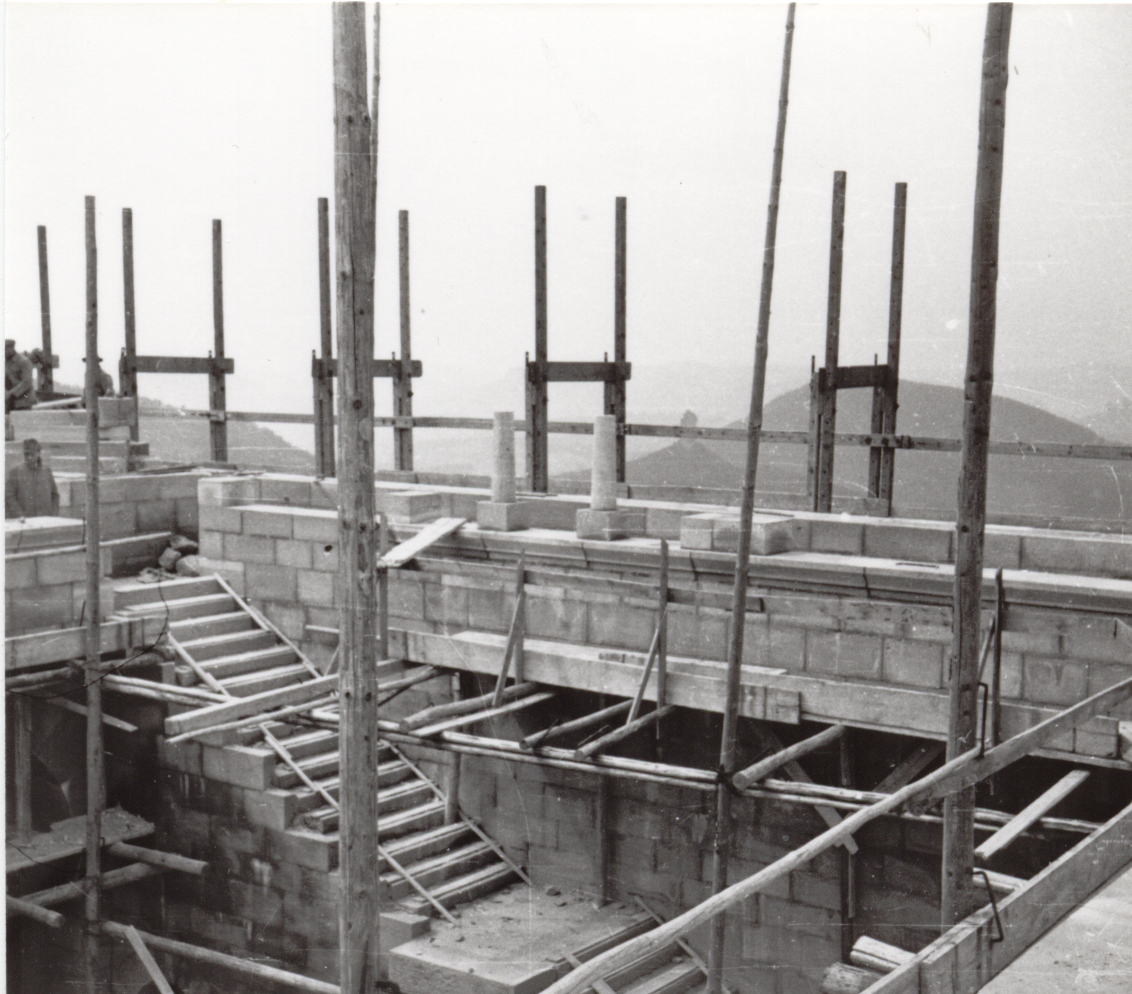
Trifels bei Annweiler, Bau des Palasgebäudes (wohl um 1942)

Die Joseph Hoffmann & Söhne AG war die älteste Bauunternehmung in Ludwigshafen am Rhein mit Zweigniederlassungen in Mannheim, Freiburg im Breisgau und Halle (Saale).

## Geschichte
Gegründet durch den Baumeister und Bürgermeister Joseph Hoffmann (1810–1881), der sich am 15. Mai 1843 mit einem Polier und 20 Arbeitern selbständig machte, avancierte die Firma dank umfangreicher Aufträge für öffentliche und private Bauten in den Jahren zwischen den beiden Weltkriegen zu einem der größten Arbeitgeber der Region. 1870 wurde sie nach Aufnahme der Söhne Franz Hoffmann sen. (1844–1920) und Wendelin Hoffmann (1845–1891) in eine Offene Handelsgesellschaft (oHG) umgewandelt (Eintragung im Handelsregister unter dem 29. August 1870). 1878 trat der dritte Sohn, Joseph Hoffmann jun. (1850–1913) als Teilhaber ein. 1913 erfolgte die Umwandlung in eine Gesellschaft mit beschränkter Haftung und 1922 – unter Beteiligung der Rheinischen Creditbank und der Bank Gebr. Röchling in Mannheim – in eine Aktiengesellschaft. 1958 wurde das Unternehmen aufgelöst. Betrieb und Liegenschaften in Ludwigshafen wurden durch den Konkurrenten Wolff & Müller übernommen.

## Bautätigkeit
Ein großer Teil der in dieser Zeit in der aufstrebenden Industrie- und Handelsstadt Ludwigshafen durchgeführten Baumaßnahmen wurden durch die Fa. Joseph Hoffmann & Söhne ausgeführt, darunter:
- Öffentliche Einrichtungen: Stadthaus Süd (1846), Königliche Filialbank (1854/55), städtische Gasanstalt (1870–1872), Gutenbergschule (1901), protestantisches Schwesternhaus (1901), Marienkrankenhaus (1928), Pfalzbau (1928)
- Sakralbauten: Simultankirche (1854, später als Synagoge genutzt), St. Ludwig (1858–1862), Lutherkirche (1862–1864), St. Sebastian in Ludwigshafen-Mundenheim (1859–1861), Herz Jesu (1926/27), Marienkirche (1926–1928), Friedenskirche (1931/32)
- Industriebauten für Gebr. Giulini (1851), Aktienbrauerei (1861), Düngemittelfabrik Michel & Comp. (1864), BASF (ab 1865), Waggonfabrik (1867), Kunstwollefabrik Kuhn & Adler (1869), Fa. Raschig, Chemische Fabriken Knoll AG, Maschinenfabrik Gebr. Sulzer AG (nachmals Halberg), Wöllner-Werke u. a. m.

Für die Pfälzischen Eisenbahnen entstanden 1847 der erste Ludwigshafener Bahnhof, 1853 das repräsentative Direktionsgebäude, 1868 der sog. Kassenbau.
1881 errichtete die Firma auf eigene Rechnung ein Gesellschaftshaus mit Restaurationen, Badeanstalt und Festsälen, das 1889 in eine firmeneigene Aktiengesellschaft umgewandelt und 1920 an die Stadt Ludwigshafen veräußert wurde. Nach Kriegszerstörung entstand an seiner Stelle das heutige Bürgermeister-Reichert-Haus.
1846 erhielt Joseph Hoffmann den Auftrag zur Errichtung der Königlichen Villa Ludwigshöhe bei Edenkoben. 1873 expandierte das Unternehmen auf die andere Rheinseite und eröffnete eine Filiale in Mannheim. Zu den dort errichteten Bauten gehören das Direktionsgebäude der Rheinischen Creditbank (1873), der Wasserturm (1887–1889), die Rheinmühlenwerke (1898), die Börse (1899–1902), die Festhalle Rosengarten (1899–1903), das Theresienkrankenhaus, das Capitol-Lichtspieltheater (1927), das alte Planetarium (1927) und die Schalthausanlage des Großkraftwerks.
Weitere Filialen wurden nach dem Ersten Weltkrieg in Freiburg im Breisgau und, im Zusammenhang mit dem Bau der Leunawerke, in Merseburg errichtet. Das Unternehmen errichtete zwischen 1916 und 1926 weite Teile der Anlagen in Leuna, daneben auch weitere öffentliche und private Bauten, darunter die beiden Kirchen (evangelische Friedenskirche und katholische Christkönig-Kirche) sowie das Krankenhaus in Leuna.
In der Zeit des Nationalsozialismus war das Unternehmen an zahlreichen Infrastruktur- und Militärbauten beteiligt, darunter dem Bau der Autobahnen in der Region Mannheim-Heidelberg und des Westwalls sowie mehreren Hochbunkern in Ludwigshafen (Rollesstraße, Pettenkoferstraße) und Mannheim. Ende der 1930er Jahre begannen Sicherungs- und Wiederaufbarbeiten an der Burg Trifels bei Annweiler, die als „nationale Weihestätte“ wiedererstehen sollte.
In den Jahren zwischen dem Ende des Weltkrieges und der Liquidation der Firma war sie insbesondere am Wiederaufbau der Stadt Ludwigshafen beteiligt. In den 1950er Jahren gehörte hierzu etwa die Wiederherstellung der zerstörten Kirche St. Ludwig und der Friedenskirche und der Neubau von St. Sebastian in Mundenheim. Einer der letzten größeren Aufträge war der Bau des Willersinn-Hauses an der Stelle des eigenen ehemaligen Firmensitzes in der Bismarckstraße (später: Bismarck-Center).

## Soziales
Die von dem Unternehmen begründete Stiftung zugunsten von Schülern und Auszubildenden wird heute durch die „Stiftung Ludwigshafener Bürger“ verwaltet.